# Thryptomene eremaea
Thryptomene eremaea là một loài thực vật có hoa trong Họ Đào kim nương. Loài này được Rye & Trudgen mô tả khoa học đầu tiên năm 2001.